# Barbud
Barbude es una parroquia en el nordeste del término municipal del ayuntamiento de La Estrada, en la provincia de Pontevedra, comunidad autónoma de Galicia, España.

## Límites
Limita con las de Santeles, Paradela, Riveira, Moreira y Aguiones.

## Población
En 1842 tenía una población de hecho de 159 personas. En los veinte años que van de 1986 a 2006 la población pasó de 171 a 115 personas, lo cual significó una pérdida del 32,75%.
- Datos: Q2841137
- Multimedia: Barbude, A Estrada / Q2841137